# Юганово
Юганово (рос. Юганово) — село в Духовщинському районі Смоленської області Росії. Входить до складу Добринського сільського поселення.
Населення — 22 особи (2007).

## Розташування
Розташоване в центральній частині області за 48 км на північний захід від міста Духовщина, за 13 км на північ від автодороги Р 136 Смоленськ-Нелідово, на березі річки Коровиця. За 66 км на північ від села знаходиться залізнична станція Никитинка на лінії Дурово—Владимірский Тупик.

## Історія
У роки Німецько-радянської війни село окуповано гітлерівськими військами у липні 1941 року, звільнено у вересні 1943 року .